# Histoire de la Roumanie pendant la Seconde Guerre mondiale
La Roumanie a participé à la Seconde Guerre mondiale du 22 juin 1941 au 9 mai 1945 : jusqu'au 22 août 1944 le régime Antonescu combat aux côtés de l'Axe tandis que deux divisions (Vladimirescu et Horia-Closca-Crisan), quelques unités de la flotte et aviateurs, combattent du côté Allié ; à partir du 23 août 1944 le pays entier passe du côté des Alliés.

Timbre-poste de l'époque de la collaboration avec le Troisième Reich ; slogan « Guerre sainte contre le bolchévisme ».

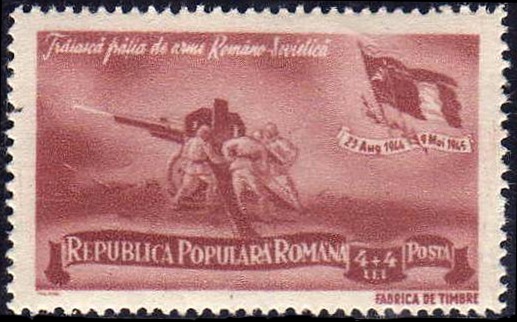
Timbre-poste de l'époque de la collaboration avec l'URSS ; slogan « Vive la fraternité d'armes roumano-soviétique ».

- 473 000 soldats roumains ont été engagés aux côtés des Allemands contre l'URSS : parmi les forces de l'Axe, il s'agit du contingent le plus fourni après celui de l'Allemagne[1]. Les opérations militaires des forces roumaines terrestres contre l'URSS les portent vers l'est jusqu'au sud-ouest d'Astrakhan, en Kalmoukie (automne 1942).
- 397 000 soldats roumains ont été engagés aux côtés des Soviétiques contre l'Axe : il s'agit du contingent le plus fourni après ceux des États-Unis, de l'URSS, la République Française et de l'Empire britannique. La campagne militaire des forces roumaines terrestres aux côtés de l'Armée rouge se poursuit vers l'ouest jusqu'aux abords de Prague en Tchécoslovaquie (Chotěboř-Humpolec).

Ayant ainsi combattu dans les deux camps, mais bien plus longtemps dans celui de l'Axe (plus de trois ans, contre 8 mois avec les Alliés) la Roumanie fut considérée comme un pays vaincu à la conférence de paix de Paris, en 1947 et dut céder des territoires à l'URSS et à la Bulgarie (qui, elle aussi, avait pactisé avec le Troisième Reich au début de la guerre, avant de rejoindre les Alliés), mais put récupérer la Transylvanie du nord sur la Hongrie (restée fidèle à l'Axe jusqu'au bout),.

## Préliminaires

### Dictature carliste
En mars 1938 le roi Carol II, dans un contexte de crise économique, politique et institutionnelle, supprime la démocratie parlementaire et s'arroge les pleins pouvoirs (période dite de la dictature carliste), puis, tout en cherchant à apaiser l'Allemagne par une garantie de livraison du pétrole roumain, signe avec la France et le Royaume-Uni, le 13 mai 1939, un accord garantissant les frontières et l'indépendance de la Roumanie. Le roi lance la gendarmerie dans une véritable guerre civile contre les nazis d'Andreas Schmidt et les « Légionnaires » de la Garde de fer, dont le fondateur, Corneliu Codreanu, est arrêté, emprisonné et exécuté.
Carol II refuse de participer au dépeçage de la Tchécoslovaquie alors que l'Axe lui offrait la Marmatie du nord ou Ruthénie et, lorsqu'en application du Pacte germano-soviétique, l'Allemagne nazie et l'URSS envahissent la Pologne, la Roumanie, neutre, garantit le droit d'asile aux membres du gouvernement polonais en exil et aux divisions polonaises en fuite. Le Service maritime roumain les transporte à Alexandrie où ces forces rejoignent les forces britanniques. Le 21 septembre 1939, le premier ministre Armand Călinescu qui avait décapité en mai 1939 la Garde de fer en arrêtant plusieurs de ses dirigeants, est assassiné par des « Légionnaires » aux ordres de Horia Sima, successeur de Codreanu. Armand Călinescu, francophile et anglophile tout comme le ministre des Affaires étrangères Grigore Gafencu, était soupçonné de vouloir engager la Roumanie dans la guerre aux côtés des Alliés. Le roi Carol II s'efforce de maintenir encore sa politique pendant quelques mois, mais la défaite militaire de la France et la situation très précaire de la Grande-Bretagne rendent très théoriques les assurances que ces deux pays avaient faites à la Roumanie.

### Démembrement (été 1940)
À peine la France a-t-elle signé l'armistice, que l'URSS lance un ultimatum à la Roumanie le 26 juin 1940. Suivant le Pacte germano-soviétique, le gouvernement de Joseph Staline exige de l'ambassadeur roumain à Moscou, Gheorghe Davidescu, la cession de la Bessarabie et de la Bucovine du nord sous peine d'envahir la Roumanie, et Wilhelm Fabricius (de), ambassadeur allemand à Bucarest, somme Carol II d'obtempérer. Le 28 juin 1940, l'URSS occupe la Bessarabie et la Bucovine du nord. Les deux tiers de la Bessarabie et l'ancienne RSSAM appartenant déjà à l'URSS forment alors la République socialiste soviétique moldave. La Bucovine du nord, le canton de Herța, la Bessarabie du nord et le Bougeac) sont incorporés à l'Ukraine.

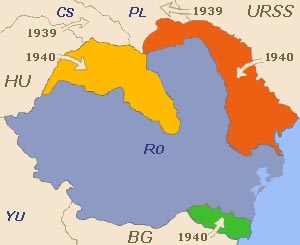
La Roumanie en août 1940 avec en rouge les territoires cédés à l'URSS, en jaune ceux cédés à la Hongrie, et en vert à la Bulgarie.

Pour éviter le sort de la Pologne voisine, rayée de la carte de l'Europe par l'Allemagne nazie et l'URSS, le 4 juillet 1940, Carol II, remplace ses ministres anglophiles et francophiles par le gouvernement d'Ion Gigurtu (premier ministre du 4 juillet au 4 septembre 1940), qui déclare adhérer loyalement à la politique de l'Allemagne nazie et laisser Adolf Hitler arbitrer le conflit territorial entre la Roumanie et la Hongrie au sujet de la Transylvanie. La Roumanie, se soumettant au Second arbitrage de Vienne, cède le 30 août 1940 la Transylvanie du Nord au Royaume de Hongrie et, le 7 septembre 1940, par les Accords de Craiova, rend la Dobroudja du Sud à la Bulgarie. L'ensemble de ces pertes territoriales représente plus d'un tiers de la Grande Roumanie, mais Gigurtu estime que c'est le prix à payer pour ne pas subir le sort de la Pologne. Mais ce « prix de la paix » précipite la chute du roi : la Garde de fer de Horia Sima et le général Ion Antonescu s'unissent pour un coup d'État qui aboutit à l'abdication et à l'exil de Carol II le 6 septembre 1940 au profit de son fils de 19 ans Michel Ier, qui redevient donc roi, mais dépourvu de tout pouvoir.

### Dictature fasciste
La Garde de fer et Antonescu, qu'une presse aux ordres qualifie de « Pétain roumain », établissent un régime totalitaire désigné du nom d’État national-légionnaire qui va inéluctablement pencher du côté des forces de l'Axe et de leur politique. Une fois au pouvoir, la Garde de Fer renforce la législation antisémite promulguée par les gouvernements d'Octavian Goga et Ion Gigurtu et l'élargit aux commerçants et hommes d'affaires grecs et arméniens : elle sera surtout appliquée de façon que les fonctionnaires roumains puissent toucher de gros pots-de-vin. Les syndicats et les associations ont été interdits à la fin de l'année 1940.
L'opinion n'est pas acquise au régime, et des maquis se mettent en place à partir du 8 octobre 1940, date d'entrée des troupes allemandes en Roumanie. Bien que le 23 novembre 1940 la Roumanie soit devenue membre de l'Axe, la Wehrmacht stationnée en Roumanie se comporte comme en pays occupé, vit de réquisitions, contrôle les voies de communication, se réserve la production des puits de pétrole, et augmente ses effectifs jusqu'à 500 000 hommes pour attaquer l'URSS. Le 27 novembre 1940, pour venger l'assassinat de Codreanu, les Légionnaires de la Garde de fer assassinent journalistes, francs-maçons, 64 anciens ministres, députés et intellectuels démocrates détenus à la prison de Jilava (près de Bucarest) ainsi que l'historien et ancien premier ministre Nicolae Iorga et Virgil Madgearu, ancien ministre de l'économie.

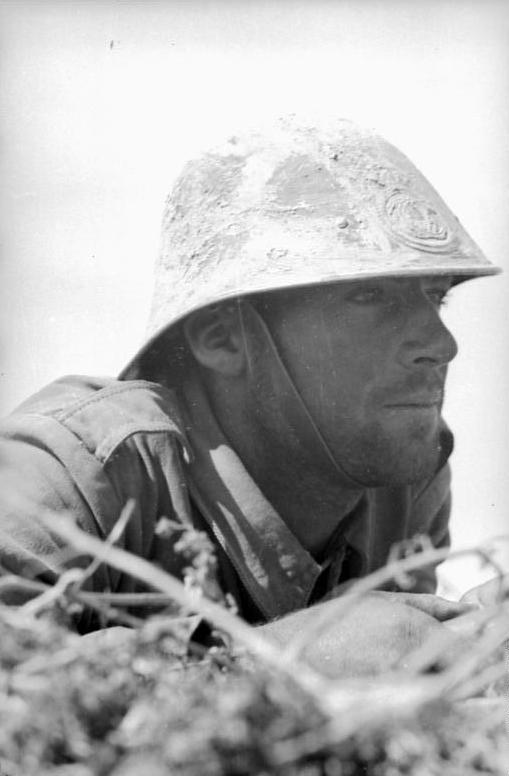
Soldat roumain sur le Front de l'Est : son casque porte toujours le monogramme au « double C croisé » de Carol II, roi renversé un an avant l'attaque contre l'URSS.

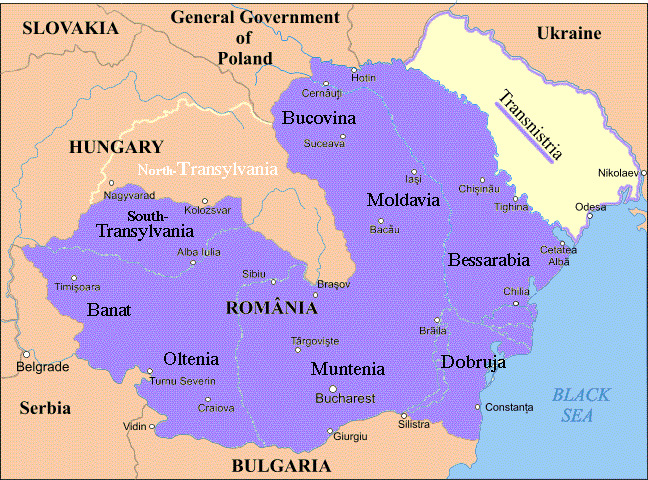
Frontières de la Roumanie entre 1941 et 1944, avec la Transnistrie à l'est.

Pour être en mesure de reconquérir la Bessarabie, Antonescu accepte d'engager son pays plus avant dans la collaboration avec le Reich. Mais après les assassinats et le pogrom du 27 novembre, Antonescu, constatant que la Garde de Fer est en train de dresser l'opinion contre le régime, dissout le service d'ordre de la Garde et fait juger et exécuter les assassins de Iorga. Le 20 janvier 1941, la Garde de Fer tente de s'emparer du pouvoir par un coup d'état doublé cette fois d'un pogrom à Bucarest (130 victimes), mais Antonescu réplique, des coups de feu sont échangés, et au bout de quatre jours d'affrontements, la « Légion », qui a perdu plusieurs centaines de membres, est exclue du gouvernement. Sima et beaucoup d'autres « Légionnaires » trouvent asile en Allemagne alors que 3 000 autres sont emprisonnés. En mars, Antonescu, auto-proclamé le Pétain roumain, se fait plébisciter et obtient 2 millions de oui contre 3 360 non.
Le terme de Régime Antonescu fait référence aussi bien à Ion Antonescu qu'à son vice-président du Conseil et ministre des affaires étrangères, Mihai Antonescu (homonyme sans lien de parenté).

## Guerre aux côtés de l'Axe

### Campagne contre l'URSS
Le 22 juin 1941, les troupes roumaines traversent le Prut, participant à l'opération Barbarossa contre l'Armée rouge aux côtés de la Wehrmacht, des Hongrois, des Finlandais, des Italiens et des Slovaques. Elles récupèrent la Bessarabie puis traversent le Dniestr par Tighina et Dubăsari et, en 1941, entrent dans Odessa et Sébastopol où elles prennent une part essentielle dans les combats. Le siège d'Odessa se prolonge jusqu'au 14 octobre 1941 et voit se distinguer l'escadrille blanche, formation féminine d'évacuation sanitaire par les airs. L'armée roumaine occupe la Podolie et le Yedisan, territoires soviétiques situés sur la rive gauche du Dniestr, c'est-à-dire à l'est de la Moldavie historique. Les Roumains appellent alors « Transnistrie » cette zone d'occupation militaire qui leur est dévolue. À Odessa, les Corps IV et V de l'armée roumaine, commandés par le général Nicolae Ciupercă, se livrèrent à des crimes de guerre contre les résistants et les Juifs, sur ordre du régime Antonescu.
Aux termes de l'accord de Tighina, le royaume de Roumanie récupère le 30 août 1941 la Bessarabie et la Bucovine du nord (voir gouvernorat de Bessarabie et gouvernorat de Bucovine), et occupe la Transnistrie (voir gouvernorat de Transnistrie), territoires qui avaient et ont subi une forte épuration ethnique, d'abord par les déportations soviétiques, visant essentiellement les populations roumaines en 1940-1941, ensuite par l'armée roumaine, visant essentiellement les Juifs en 1941-1944. La Transnistrie, que le régime Antonescu se prépare à annexer en cas de victoire, devient une terre de déportation pour les Juifs, les Roms, les résistants et les autres indésirables roumains, où l'armée se livre à des massacres qui s'ajoutent au froid et aux épidémies (dysenterie, typhus) : les troupes roumaines assassinent ainsi, selon le mot d'Otto Ohlendorf, responsable de l'Einsatzgruppe D, de « manière non professionnelle et sadique ». Le nombre des victimes est estimé, au procès d'Ion Antonescu, à 400 000 dont 293 000 Juifs.
En novembre 1942, le général roumain le plus important de la période : Petre Dumitrescu, commandant de la IIIe armée roumaine, bénéficie un moment de la mise à disposition par les Allemands de leur VIe armée pour lui permettre de résister à une offensive soviétique. Le gouvernement Antonescu considérait comme inévitable une guerre avec la Hongrie au sujet de la Transylvanie, mais en février 1943, l'armée roumaine est décimée à Stalingrad et doit battre en retraite aux côtés de son allié allemand. Elle perdra, au cours de cette campagne, plus de 220 000 hommes dont 120 000 morts, 80 000 prisonniers emmenés en Sibérie (d'où environ 28 000 reviendront après la guerre) et 18 000 enrôlés dans les divisions alliées « Vladimirescu » ou « Horia-Cloșca-Crișan ».

### Relations avec les Allemands et les Alliés
Antonescu avait rendu visite à Hitler le 22 novembre 1940, après son accession au pouvoir. Hitler l'avait alors informé de ses intentions vis-à-vis de l'URSS, ce qui explique l'état de préparation des troupes roumaines lors de l'opération Barbarossa. Lors d'une autre visite à Hitler, le 12 juin 1941, Antonescu avait déclaré qu'il pouvait compter sur l'appui de l'armée pour récupérer les territoires cédés par Carol II, et que l'Allemagne pourrait compter sur la Roumanie lorsqu'il s'agirait d'attaquer l'URSS. Ceci n'exprimait pas les sentiments de l'ensemble de la population, mais uniquement ceux des dirigeants. En même temps, Antonescu espérait une guerre unilatérale contre l'URSS seule, et espérait ne pas rompre ses relations diplomatiques avec les Alliés. De fait, ceux-ci attendirent six mois avant de déclarer la guerre à la Roumanie : six mois pendant lesquels les Juifs roumains purent encore obtenir des visas pour la Palestine et se sauver via la Turquie ou l'Égypte, en passant en train par la Bulgarie ou en bateau par la Mer Noire et la Méditerranée. Après que les Alliés eurent déclaré la guerre (12 décembre 1941), les Juifs roumains devinrent des citoyens ennemis, et l'émigration devint difficile (voir Tragédie du Struma). À partir de cette date, Antonescu chargea son ambassadeur Frederic Nanu à Stockholm, de maintenir le contact avec les Anglo-Américains, mais ceux-ci ne répondirent pas à ses avances. De son côté, l'opposition démocratique chargea secrètement le prince Barbu Știrbei d'une semblable mission à Ankara, sans plus de succès. À Bucarest, le véritable pouvoir appartenait à l'ambassadeur allemand à Bucarest, Manfred Von Killinger et au représentant du RSHA Gustav Richter. Par l'intermédiaire de son ami d'enfance Wilhelm Filderman (président des confédérations juives de Roumanie), Antonescu proposa aux organisations sionistes de laisser partir les Juifs roumains moyennant dix dollars par personne,. Les Alliés s'y opposèrent, refusant de voir financer un dictateur fasciste et un ennemi.
La France avait cédé les parts que le gouvernement français détenait dans l'industrie pétrolière roumaine aux Allemands pour payer sa dette de guerre : Antonescu proposa à ceux-ci de les rétrocéder à la Roumanie en échange des produits livrés au Reich, car la plupart des produits livrés à l'Allemagne n'avaient reçu aucune compensation financière. Hitler refusa, et il s'ensuivit une inflation spectaculaire.

### Shoah en Roumanie

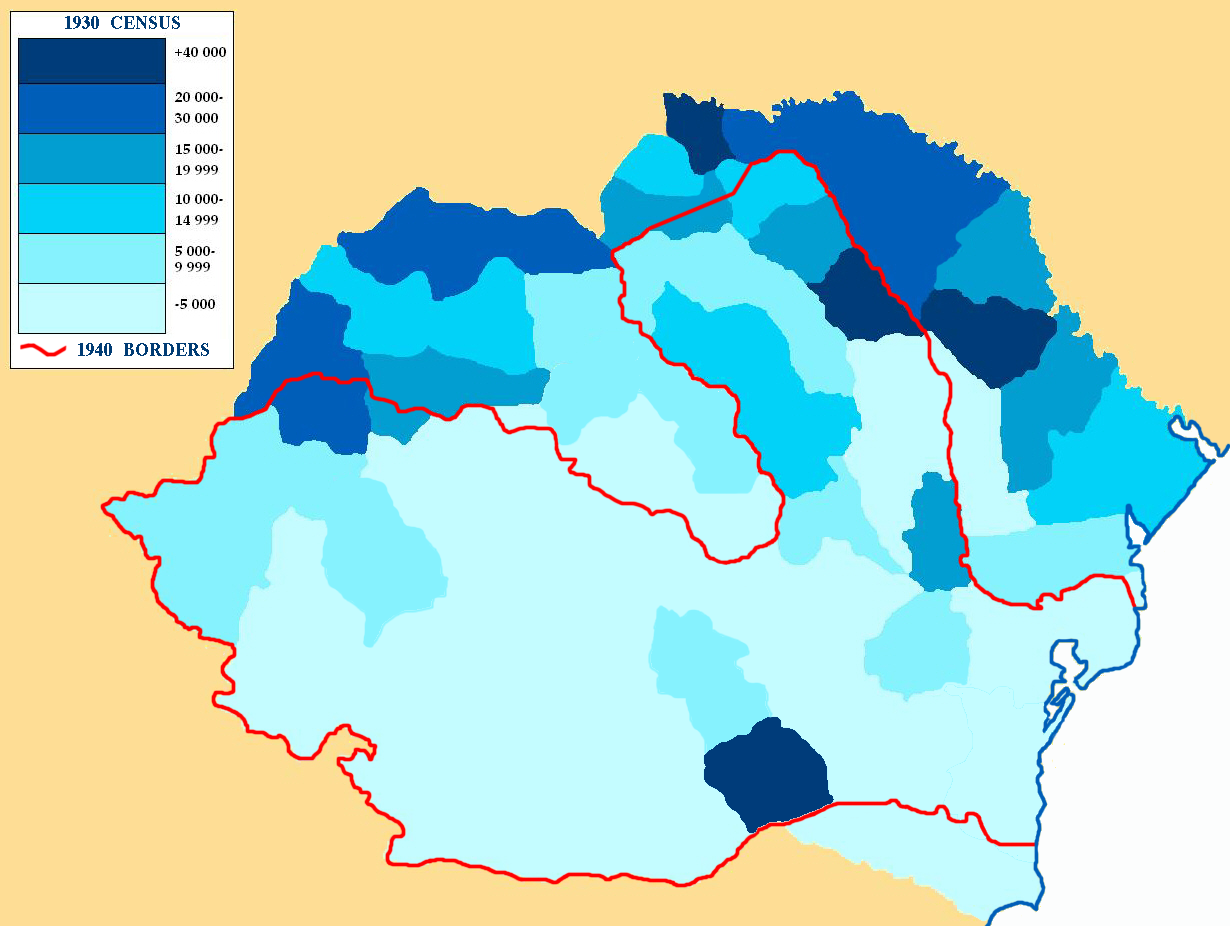
La population juive de la Roumanie au recensement de 1930.

En décembre 1930, un recensement dénombrait 756 930 Juifs. Parmi eux, 388 000 habitent des régions qui sont cédées en 1940 à l'URSS, à la Hongrie ou à la Bulgarie, alors que 369 000 habitent des régions qui sont conservées par la Roumanie à cette date.
En 2003, le président de la Roumanie Ion Iliescu a mis sur pied une commission d'enquête présidée par Elie Wiesel pour étudier l'histoire de la Shoah en Roumanie sous le régime Antonescu : selon les conclusions de cette commission, les 47 % de Juifs manquants après la guerre (près de 401 000 personnes) avaient, pour une faible part, émigré vers la Palestine directement de Roumanie (environ 80 000 personnes, grâce à l'association Aliyah présidée par Eugène Meissner et Samuel Leibovici), et pour la plupart été exterminés : certains sont devenus Hongrois par la cession de la Transylvanie du Nord à la Hongrie Horthyste (130 000 personnes dont 120 000 furent déportés vers l'Allemagne) ; d'autres sont devenus Soviétiques par la cession à l'URSS des territoires où ils vivaient (240 000 personnes : lors de l' Opération Barbarossa la plupart de ces personnes, ainsi que d'autres Juifs roumains déportés par les autorités roumaines en Transnistrie y furent tuées (environ 100 000 personnes) ; à cela il faut ajouter environ 40 000 autres Juifs roumains devenus soviétiques qui s'étaient enfuis vers l'est lors de l'attaque germano-roumaine, et qui furent rattrapés par les Einsatzgruppen et tués en Ukraine. Au total, parmi les 401 000 personnes manquantes, il y aurait environ 250 000 victimes et 150 000 déplacés ou émigrés selon la Commission Wiesel. La Roumanie, comme le régime de Vichy, est un État qui s'est impliqué activement, au-delà des pressions allemandes, dans un génocide qui a abouti à la destruction ou l'expulsion de près de la moitié de sa population juive d'avant-guerre, mais qui cependant s'est désolidarisé du projet d'extermination nazi et a refusé en 1942 de livrer les Juifs roumains aux camps d'extermination allemands, ce qui explique, selon Raul Hilberg dans La destruction des Juifs d'Europe, que 53 % de la population juive, surtout parmi les 369 000 restés roumains en 1940, a survécu à la période de la guerre : au recensement de 1951, 356 237 juifs roumains sont dénombrés.
Les nazis vont exercer des pressions pour que la politique du régime Antonescu envers la population juive soit conforme aux grandes lignes de la Solution finale, c'est-à-dire, clairement, à partir de 1942, l'extermination systématique des Juifs. Mais le régime Antonescu qui avait alors massacré par lui-même tant de Juifs en Bessarabie, en Bucovine et en Transnistrie, qu'il se montre réticent. À la fin de l'année 1941, le SS Gustav Richter, et Radu Leca, plénipotentiaire roumain pour les affaires juives, avaient obtenu de Mihai Antonescu la création d'un conseil juif fantoche : la Centrale des Juifs de Roumanie(en roumain : Centrala Evreilor din Romania), mais parallèlement, Wilhelm Filderman et la confédération des sociétés juives de Roumanie continuent d'exercer leurs activités et organisent des secours pour les Juifs de Transnistrie. C'est la corruption endémique des autorités roumaines, nourrie par la spoliation des Juifs sous toutes ses formes, qui permet de limiter leur destruction. Après la chute de la Garde de fer, le régime Antonescu, toujours allié de l'Allemagne nazie, poursuit la politique de persécution et de massacre des Juifs et, dans une moindre mesure, des Roms. À partir de 1943 on met en place le travail forcé, imposé aux Juifs dans la voirie et les terrassements « pour remplacer les travailleurs partis au front ». 40 000 hommes sont affectés à des travaux journaliers près de leur résidence. Ils doivent se présenter le matin avec pelles et pioches et souvent, apporter leur déjeuner. 26 000 Juifs peuvent acheter leur exemption.
En novembre 1941, l'ambassade allemande à Bucarest obtient que la Roumanie se désintéresse du sort des Juifs roumains en Allemagne, mais dans le « protektorat » de Bohême-Moravie et dans les autres pays conquis, les consulats roumains, soudoyés ou par humanisme selon les consuls, continuent d'élever des protestations et d'intervenir lorsque les Juifs de nationalité roumaine sont menacés. En juillet 1942, l'ambassade roumaine à Berlin fait remarquer que les Juifs hongrois d'Allemagne ne sont pas déportés, et que la Roumanie peut difficilement accepter que les Juifs roumains soient plus mal traités que ceux de la Hongrie. Toujours en juillet 1942, à la grande joie d'Adolf Eichmann, chef du RSHA, les nazis semblent avoir obtenu tous les accords pour procéder à la déportation des Juifs roumains présents dans le district de Lublin en Pologne occupée, et en août, Radu Leca est à Berlin pour parapher l'accord, mais il est mal reçu et va dès lors s'employer à retarder l'opération ; peut-être aussi a-t-il été soudoyé pour cela.
Le caractère définitif du revirement roumain n’apparaît aux Allemands qu'à partir de décembre 1942 quand ils apprennent qu'Antonescu envisage d'autoriser de 75 000 à 80 000 Juifs à émigrer en Palestine moyennant une forte indemnité. Contrairement aux autres pays de l'Europe centrale et de l'Est où une grande partie des Juifs ont été dirigés vers les camps d'extermination, un peu plus de la moitié des Juifs roumains survivront donc à la guerre, mais en ayant subi diverses persécutions : travail forcé, spoliations et lois d'exclusion. La commission Wiesel résume ainsi cette situation complexe: « De tous les alliés de l'Allemagne nazie, la Roumanie avait la plus forte communauté juive et porte donc la responsabilité de la mort de plus de Juifs que n'importe quel pays autre que l'Allemagne elle-même... Iasi, Odessa, Bogdanovka, Domanovka et Petchora par exemple comptent parmi les massacres les plus hideux commis contre les Juifs au cours de la Shoah. La Roumanie a commis un génocide contre les Juifs. Le fait que des Juifs aient survécu dans certaines parties de la Roumanie ne doit pas masquer cette réalité. »
Il existe aujourd'hui trois interprétations de ces faits. Les auteurs décrivent tous les mêmes persécutions et massacres, mais ceux qui les ont eux-mêmes vécus, tels Matatias Carp, Raul Hilberg, Marius Mircu ou Raoul Rubsel les décrivent comme un hiatus d'inhumanité, une parenthèse monstrueuse dans l'histoire du peuple roumain. À l'encontre de cette position, un courant historique moderne affirme que les courants xénophobes et antisémites qui ont abouti aux crimes, font partie intégrante de l'identité roumaine, adhérant ainsi au point de vue des survivants de la Garde de fer et du micro-parti d'extrême-droite Nouvelle Droite. Enfin Florin Constantiniu dans son Histoire sincère de la Roumanie et le rapport final de la Commission internationale sur la Shoah en Roumanie validé le 11 novembre 2004 par le parlement roumain, ne se prononcent pas sur cette question, mais soulignent que la disparition de la démocratie et la légitimation de la violence ont rendu ces crimes possibles, et que la violence ainsi déchaînée d'abord contre les Juifs et les Roms, a sévi ensuite, sous un autre régime, jusqu'au 22 décembre 1989 au détriment de l'ensemble du peuple roumain.
« Yad Vashem » étant inconnu dans les pays de l'Est pendant la période communiste (1946-1990), la plupart des « justes » moururent sans apprendre son existence et seuls 139 Roumains (dont 60 citoyens roumains et 79 citoyens moldaves), ont été, comme Traian Popovici, identifiés par l'État d'Israël.

### Guerre sur le sol roumain
À partir de février 1943 et de la vaste contre-offensive soviétique qui débute à Stalingrad, il devient clair que le vent a tourné aux dépens des Forces de l'Axe. En 1944, à la suite des dépenses de guerre et des bombardements alliés, l'économie roumaine est au plus mal. Les ressentiments contre la lourdeur de l'occupation allemande vont en grandissant, remplissent les maquis et sont partagés même par ceux qui avaient été les plus chauds partisans de l'alliance avec l'Allemagne et de l'entrée en guerre.
Depuis l'accord économique signé par Carol II en mars 1939, la Roumanie avait été un important fournisseur de pétrole du Troisième Reich, ainsi que de céréales et de produits manufacturés. C'est la raison pour laquelle elle devient à partir de 1943 une cible pour les bombardiers américains de la 15th USAAF, qui visent les raffineries de pétrole de Ploiești.

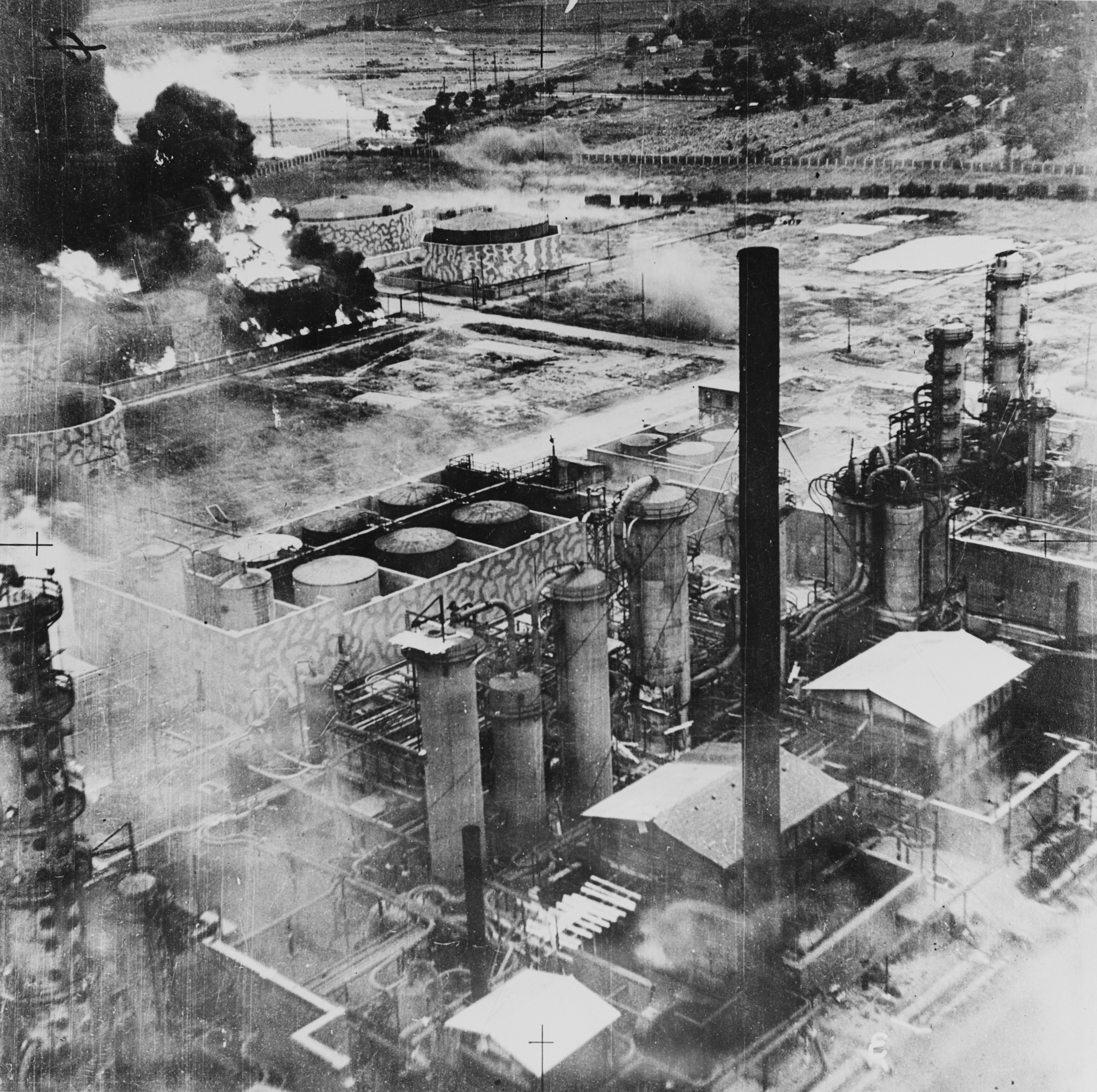
Réservoirs de pétrole en feu à Ploiești après un bombardement de l'U.S. Air Force.

D'après Geoffrey Regan, l'opération Tidal Wave (Raz-de-Marée), en août 1943 est l'une des plus importantes jamais menée par l'USAAF, ancêtre de l'US Air Force : le 1er août 1943, 178 bombardiers B-24 Liberators décollent de Benghazi en Libye pour effectuer une rotation de 3 800 kilomètres et attaquer les raffineries construites près des champs de pétrole de Ploiești. Les Allemands ayant réussi depuis plusieurs semaines à intercepter et à décoder des messages relatifs à cette opération, les bombardiers ont à faire face à une riposte vigoureuse de la part de la Luftwaffe et seuls 88 bombardiers peuvent regagner leur base. Les dégâts causés peuvent être réparés rapidement et la production pétrolière retrouve en quelques semaines son niveau antérieur.
Les nombreux aviateurs américains abattus seront en partie sauvés par la résistance et exfiltrés vers la Turquie, grâce aux efforts coordonnés du capitaine d'aviation Constantin « Bâzu » Cantacuzène, et du colonel américain Gunn, qui bénéficient de la discrète protection du roi Michel Ier, qui fournit par ailleurs des moyens de communication et une garde à la mission clandestine inter-Alliée (mission Autonomous du SOE) à Bucarest.
Il faudra attendre 1944 pour que des bombardements massifs menés à partir de l'Italie (Foggia) endommagent sérieusement le complexe pétrolier roumain. Bucarest, également, est sévèrement bombardé les 14 et 15 avril 1944 à la fois par l'USAAF et le Royal Air Force.
Alors que les Juifs déportés en Transnistrie (une partie de l'Ukraine occupée par la Roumanie) meurent de froid, de faim et d'épidémies, l'armée de son côté enregistre d'énormes pertes sur le front de l'Est, où la Convention de Genève ne s'applique pas et où règne, des deux côtés, une inhumanité totale. Le Conseil national de la Résistance, secrètement formé par le jeune roi Michel Ier de Roumanie (Mihai ) et par les leaders des anciens partis démocratiques, tente de négocier en Suède (par l'ambassadeur Frederic Nanu et son agent Neagu Djuvara) et en Turquie (par Barbu Știrbei) un changement d'alliance au profit des Alliés, et demande un débarquement anglo-américain dans les Balkans. Mais malgré le Premier ministre britannique Winston Churchill, qui prône un débarquement dans les Balkans pour prévenir leur soviétisation, le président américain Franklin Delano Roosevelt s'en tient aux plans prévus de débarquement dans le midi de la France.
En mars 1944, l'Armée rouge parvient sur le Dniestr, pénètre en Roumanie et le front se stabilise devant Iași et Chișinău. En mai 1944, la bataille de Târgu Frumos, en Moldavie, laisse présager un désastre militaire.

## Guerre aux côtés des Alliés

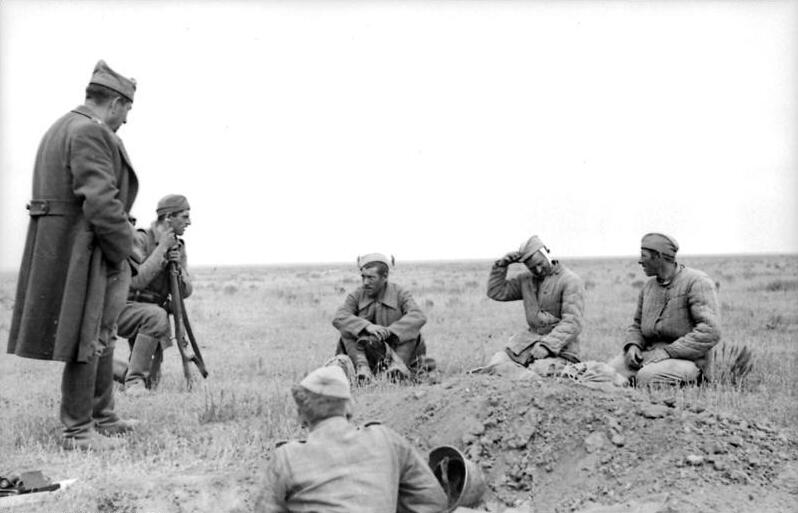
Militaires roumains et soviétiques discutant près de Stalingrad en 1942 : les seconds sont, en théorie, prisonniers des premiers... mais pour peu de temps.

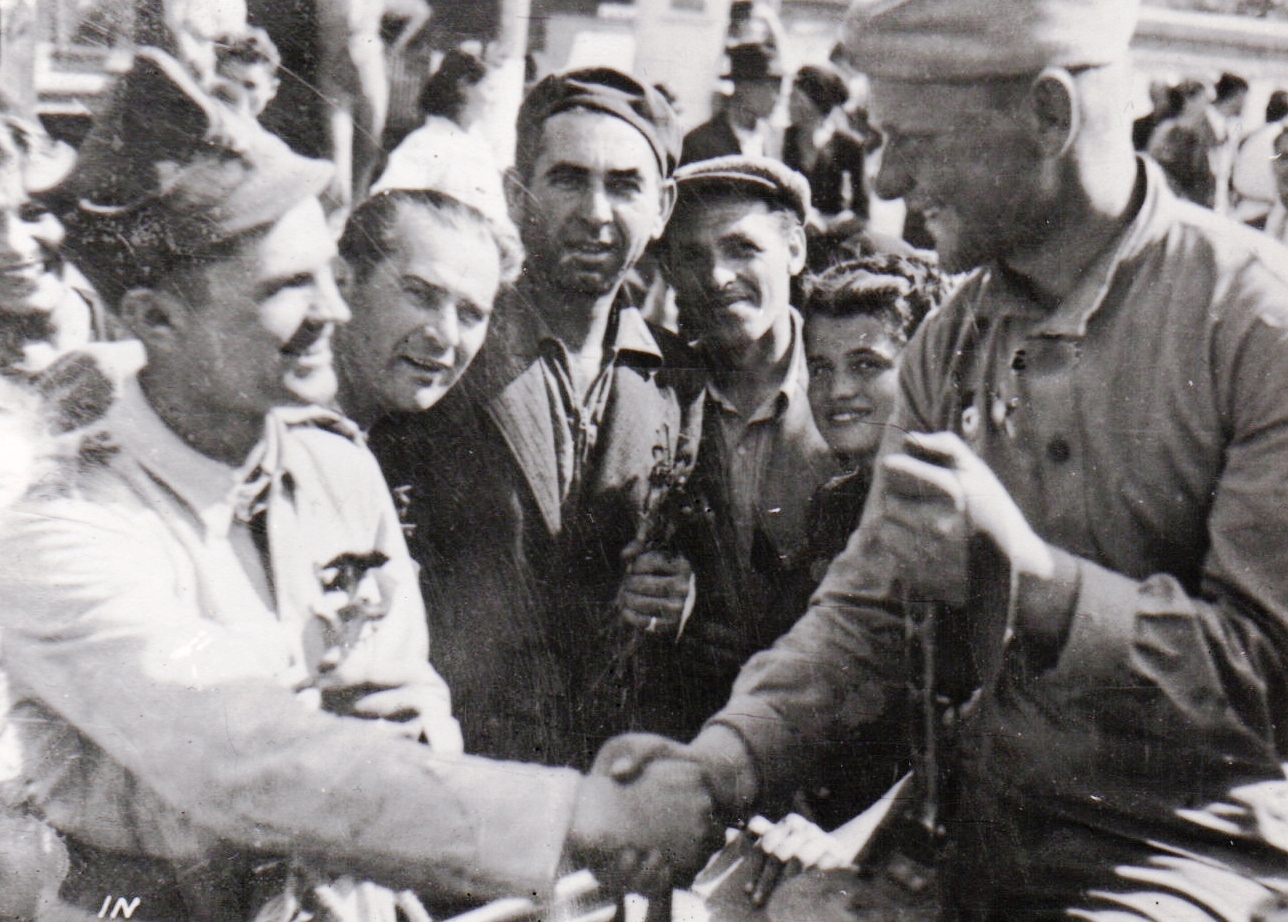
Les forces soviétiques accueillies en alliées par les militaires roumains en 1944.

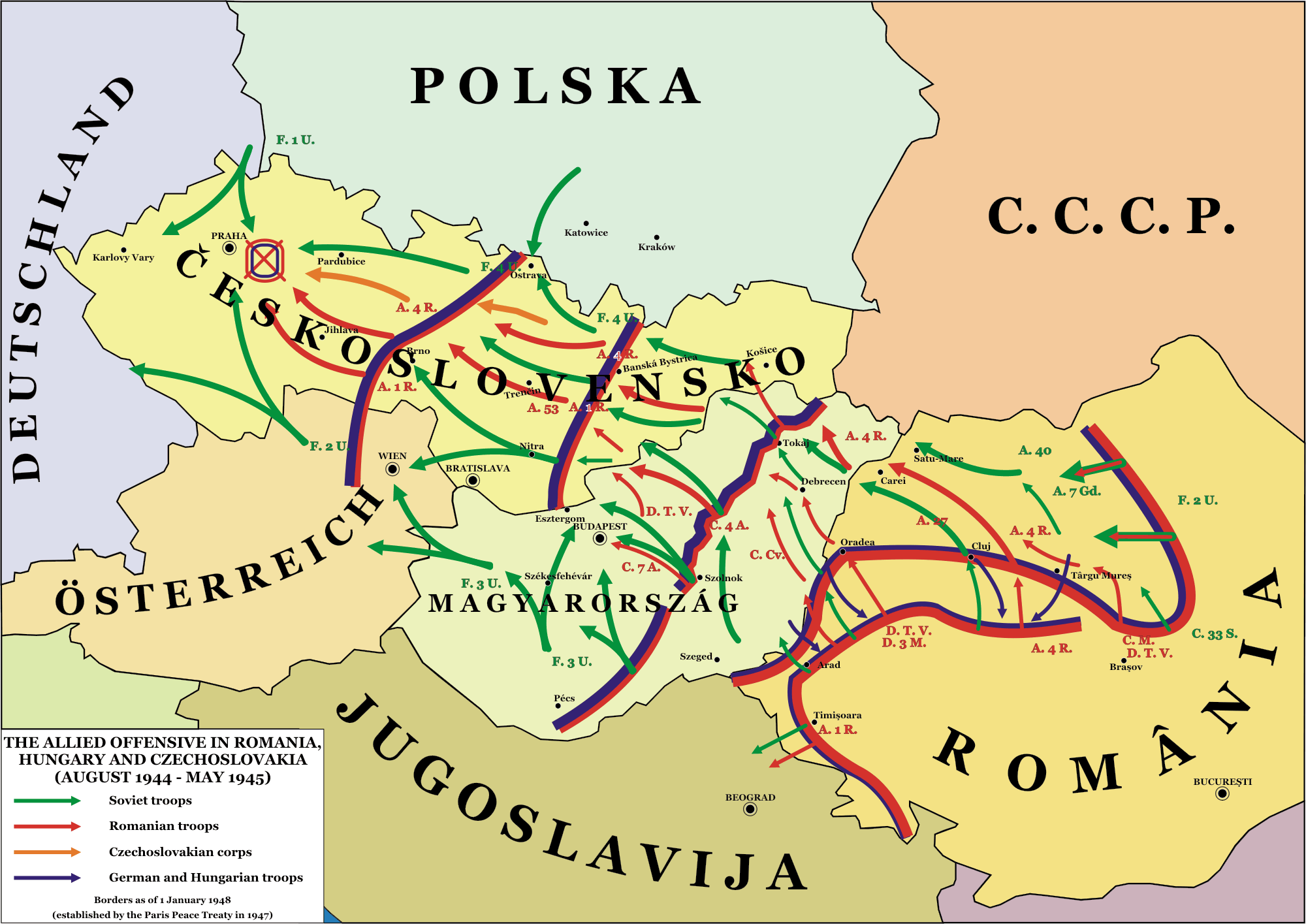
La campagne de l'armée roumaine contre l'Axe.

### Résistance
À l'encontre de la politique d'Ion Antonescu, il y eut des citoyens roumains qui, avec humanité et courage, en exposant leurs vies, ont résisté. Le sentiment anti-allemand était resté très vif tant chez les civils que les militaires, à cause de la dureté de l'occupation allemande pendant la Première Guerre mondiale, et du fait que depuis son arrivée en Roumanie en octobre 1940, la Wehrmacht s'y comportait en pays conquis, multipliant les réquisitions, bien que le régime Antonescu fût l'allié du Reich. Dans ce contexte, des maquis de résistance se forment, les divisions Tudor Vladimirescu et Horia-Cloșca-Crișan se constituent du côté allié, et les humanistes du Service maritime roumain feront tourner tout au long de la guerre les paquebots Transilvania, Medeea, Impăratul Traian et Dacia, ainsi qu'une douzaine de navires plus petits entre Constanza et Istanbul, sauvant plus de 60 000 proscrits et persécutés. Quelques centaines périrent à cause des torpilles soviétiques ou du refus des autorités turques de les laisser débarquer (tragédie du Struma). De juin 1941 à août 1944, 86 000 condamnations en cour martiale sont prononcées pour refus d’obéissance, pour avoir fourni des armes aux maquis et/ou pour tentative de passage aux Alliés. Comme en France, l'attaque contre l'URSS a fait sortir le P.C. de l’expectative et lui fait rejoindre l’opposition au fascisme. Dès 1941, Joseph Goebbels rapporte dans son journal personnel : « Antonescu est au gouvernement avec l'aide des francs-maçons et des ennemis de l'Allemagne. Nos minorités [allemandes en Transylvanie] ont la vie dure. Le Reich a fait un tel effort pour rien. » (19 février 1941).

### Forces roumaines alliées

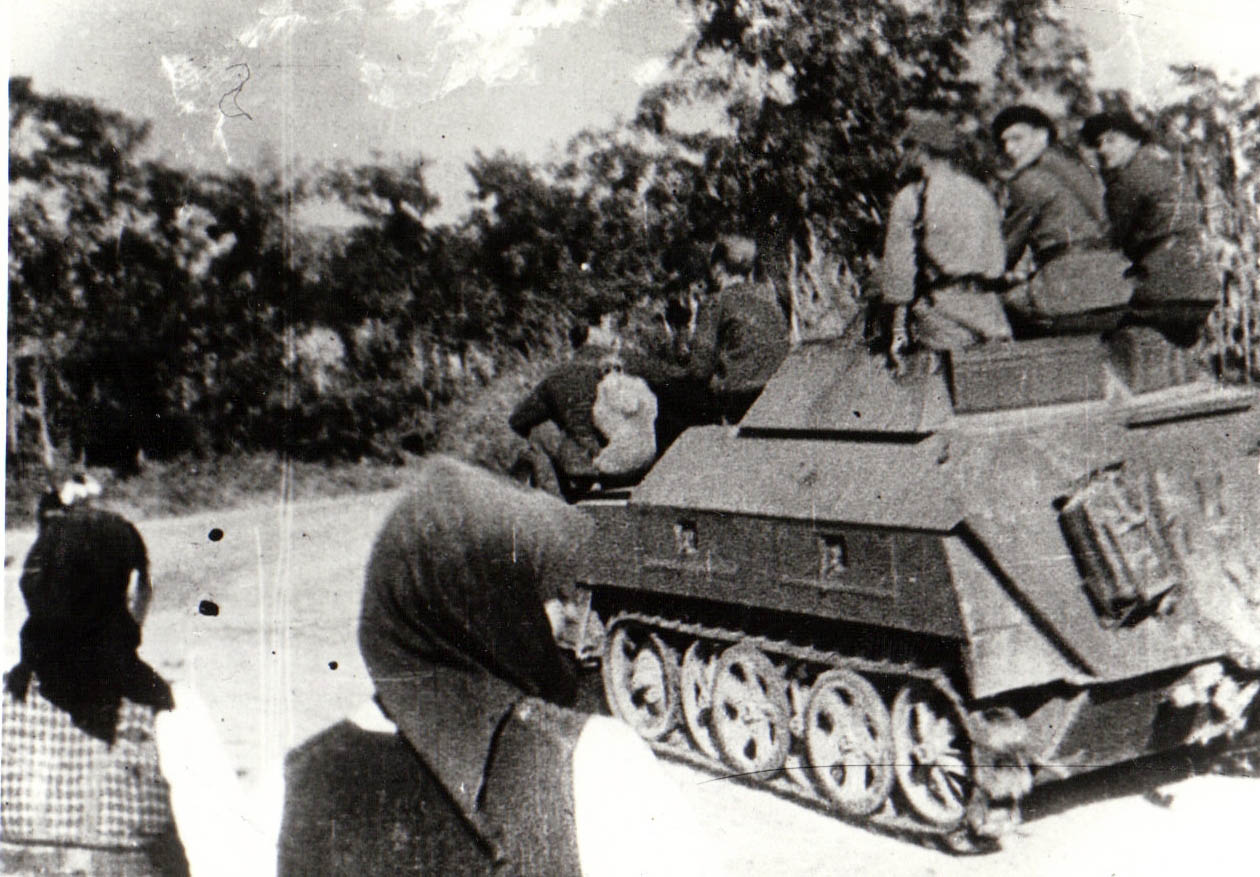
Chasseurs alpins roumains en guerre contre l'Axe en Transylvanie en 1944.

Les divisions Vladimirescu et Horia-Cloșca-Crișan furent l’équivalent roumain de la division française Leclerc et combattirent en URSS contre les nazis. Elles grossirent pendant la campagne de l'armée roumaine contre l'URSS (juin 1941-août 1944) d'un grand nombre de déserteurs et de prisonniers roumains faits par l'Armée rouge. La division Vladimirescu (6 000 hommes à sa constitution, 19 000 à la fin de la guerre, surtout des ruraux) a été commandée par les généraux Nicolae Cambrea et Iacob Teclu : elle fut surtout placée en face de divisions nazies ou hongroises et utilisée au combat direct. La division Horia-Cloșca-Crișan (5 000 hommes à la fin de la guerre, surtout des citadins) a été commandée par le général Mihail Lascăr, qui s'était rendu et joint aux Soviétiques à Stalingrad : elle fut surtout utilisée face aux unités de l'armée roumaine sous les ordres du régime Antonescu, en infiltration et propagande pour tenter (et souvent réussir, surtout pendant et après Stalingrad) de rallier les soldats à la cause alliée. Après avoir reculé vers l'est devant les forces de l'Axe jusque dans le Caucase, elles ont avancé vers l'ouest jusqu'à la fin de la guerre, atteignant en Slovaquie les monts Tatra. Le choix, pour les prisonniers roumains pris par les Soviétiques, entre la captivité en Sibérie et l'engagement dans les divisions Vladimirescu ou Horia-Cloșca-Crișan, a déterminé un grand nombre d'entre eux à choisir la seconde option, même s'ils n'avaient pas de convictions politiques arrêtées. Au sein de ces divisions, il leur était d'ailleurs donné une éducation politique de gauche sous les auspices des commissaires politiques membres du PCR : le colonel Mircea Haupt (frère de l'historien communiste devenu français, Georges Haupt) pour la division Vladimirescu et le colonel Walter Roman (ancien des brigades internationales en Espagne et père du premier ministre roumain Petre Roman) pour la division Horia-Cloșca-Crișan. Après la guerre, le 9 février 1946, 58 officiers de ces deux divisions reçurent l'ordre soviétique de la Victoire.

### Renversement d'Antonescu et armistice retardé
Nommé le 5 septembre 1940 par Décret Royal du roi Carol II, le 23 août 1944 Ion Antonescu fut arrêté et destitué par un autre Décret Royal, celui du roi Michel Ier qui nomme le général Constantin Sănătescu Premier ministre. Le roi Michel Ier et le Conseil national de la résistance proposent à l'ambassadeur allemand Manfred von Killinger que les forces allemandes présentes sur le sol roumain se rendent sans combats. Von Killinger refuse et la Roumanie, désormais gouvernée par le général Sănătescu déclare la guerre à l'Axe, engageant 397 000 hommes contre l'Allemagne et la Hongrie. Le front se déplace de 700 km vers l'ouest et le sud en moins d'une semaine. Parmi les forces alliées, il s'agit du quatrième contingent le plus fourni après ceux de l'URSS, des États-Unis et du Royaume-Uni. Du moins, sur le front (qui se déplace de 1 000 km vers l'ouest en deux semaines), car dans les chancelleries, les réponses de l'URSS, des États-Unis et du Royaume-Uni se font attendre jusqu'au 12 septembre 1944, et les Alliés continuent à considérer la Roumanie comme un pays ennemi. Pendant la durée des négociations (trois semaines), la Wehrmacht comme l'Armée rouge se considèrent en terrain ennemi ou en territoire occupé, et pratiquent le pillage et le viol systématiques. Bucarest et Ploiești subissent des bombardements tantôt allemands, tantôt américains. Durant ces trois semaines, l'armée roumaine, qui subit la contre-attaque allemande, continue à être attaquée par l'Armée rouge, bien qu'elle ait reçu l'ordre de ne pas se défendre. Les Soviétiques s'emparent de nombreux armements et continuent à faire des prisonniers, tout comme les Allemands. Les raffineries et Bucarest sont bombardées, selon les jours, aussi bien par les bombardiers lourds américains venus de Foggia, que par les Stukas allemands basés à Băneasa, au nord de Bucarest et par les Antonov soviétiques venus de Moldavie. Pendant cette période, 140 000 soldats roumains, qui combattaient contre la Wehrmacht, sont faits prisonniers par l'Armée rouge. Environ 80 000 grossissent alors les rangs des divisions Vladimirescu ou Horia-Cloșca-Crișan. Selon des estimations d'historiens occidentaux, l'entrée en guerre de la Roumanie aux côtés des Alliés a permis d'éviter la mort de centaines de milliers de soldats russes et a accéléré la fin de la Seconde Guerre mondiale de six mois.

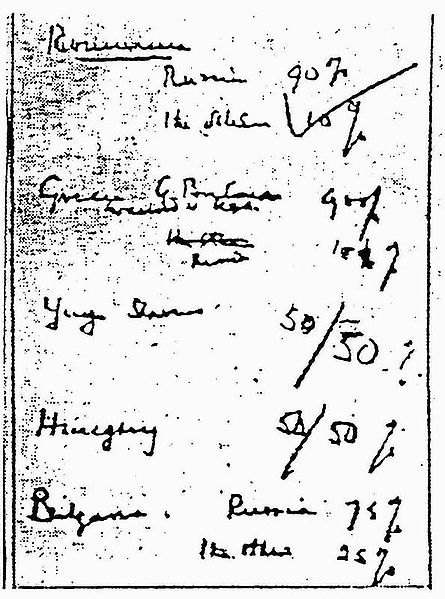
Conservé à la Bildarchiv der Österreichischen Nationalbibliothek de Vienne, le fameux accord des « zones d'influence » contresigné par Churchill et Staline à Moscou le 9 octobre 1944, avec les « taux d'influence » suivants, respectivement pour les Alliés occidentaux et pour l'URSS : Hongrie et Yougoslavie : 50 - 50 %, Roumanie : 10 % - 90 %, Bulgarie : 25 % - 75 % et Grèce : 90 % - 10 %, nonobstant le poids respectif des non-communistes et des communistes dans les mouvements de résistance et les opinions. Churchill aurait dit : Ne nous disputons pas pour des choses qui n'en valent pas la peine puis prit une demi-feuille de papier, griffonna ses propositions et tendit le papier à Staline, qui sortit de sa vareuse un crayon bleu de charpentier et traça un « V » pour marquer son approbation,.

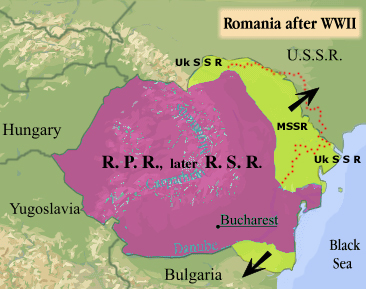
Carte de la Roumanie après la Seconde Guerre mondiale avec en vert clair les territoires perdus.

### Suites de l'armistice
Une fois l'armistice signé, l'armée roumaine est placée sous commandement soviétique, lance ses offensives contre la Hongrie et progresse jusqu'en Slovaquie. Du 24 août 1944 au 6 mars 1945, les institutions démocratiques tentent de se remettre en place sous le gouvernement Rădescu, alors que l'Armée rouge laisse deux divisions en Roumanie et s'y comporte comme en pays ennemi, vivant de réquisitions, occupant tous les services publics, les centres de production industriels et les sites militaires, et contrôlant tous les déplacements.
L'Union soviétique n'a nulle raison de ménager la Roumanie : le 10 octobre 1944 à Moscou, tandis que l'armée roumaine combat aux côtés des Alliés en Transylvanie, en Hongrie et en Tchécoslovaquie, Winston Churchill et Staline s'entendent sur le devenir des pays balkaniques après la chute du Troisième Reich allemand : la Roumanie et la Bulgarie (où les communistes étaient très peu nombreux, quelques milliers) font partie de la zone d'influence soviétique, alors que la Grèce (où l'ELAS était le mouvement de résistance le plus important, ayant largement contribué à libérer le pays) fait partie de la zone d'influence britannique.
Le roi Michel Ier et le Conseil national de la Résistance ne parviennent pas, comme ils l'espéraient, à suivre l'exemple de Charles de Gaulle ni à faire oublier le régime Antonescu (pourtant parvenu au pouvoir par un coup d'État, et non par un vote du parlement) : l'accord d’armistice du 12 septembre 1944 traite clairement la Roumanie en ennemie. Si son article 14 prévoit que ce seront des tribunaux roumains qui jugeront les criminels de guerre, son article 18, lui, stipule que « le gouvernement roumain devra se soumettre à la commission de contrôle alliée... »... en pratique soviétique.

## Conséquences de la guerre en Bessarabie
La Bessarabie, ayant changé de mains trois fois au cours de la guerre, et où le front s'est trouvé de mars à août 1944, est la région qui en a démographiquement le plus souffert. Selon les rapports des ministres Krouglov et Béria à Staline, exhumés par l'historien Nikolai Bougai, et selon les données des recensements, de 1940 à 1950 la région a perdu un tiers de sa population, passant de 3 200 000 personnes selon le recensement roumain de 1938, à 2 229 000 selon le recensement soviétique de 1950.
Donc, 971 000 personnes ont disparu en 10 ans :
- 140 000 Allemands de Bessarabie ont été déportés en juillet 1940 vers l'Allemagne en application du Pacte germano-soviétique
- 120 000 Moldaves (en majorité roumanophones, mais aussi des "Russes blancs") ont été déportés par les Soviétiques entre le 28 juin 1940 et le 22 juin 1941 (dans la seule nuit du 13 juin 1941 - 13 470 familles, comprenant 22 648 personnes, dont approximativement 2/3 de femmes et enfants)[46];
- 230 000 Juifs ont été soit massacrés par le régime du maréchal Ion Antonescu, soit ont fui vers l'URSS et ne sont jamais revenus, qu'ils s'y soient établis ou qu'ils y aient été rattrapés par la Wehrmacht et tués par les Einsatzgruppen;
- 250 000 Moldaves roumanophones ont été déportés par les Soviétiques entre 1944 et 1948 ;
- 150 000 personnes sont mortes entre 1946 et 1947 des suites de la famine provoquée par les réquisitions soviétiques alors qu'on était en période de mauvaises récoltes (politique déjà appliquée en Ukraine voisine dans les années 1920-1930 (Holodomor).
- 11 324 familles sont déplacées de force hors de Moldavie le 6 juillet 1949 (environ 81 000 personnes), en majorité sur critère religieux ("vieux-croyants", églises néo-protestantes, catholiques).

En 1950, de tous ces "indésirables" ou "nuisibles" déportés hors du pays, 49 000 étaient encore en vie sur les lieux de leur déportation (toujours dans Bougaï).

## Exégèse
Dans l'historiographie occidentale grand public, seule la contribution de la Roumanie aux côtés de l'Axe est généralement décrite, tandis que l'existence des deux divisions Vladimirescu et Horia-Closca-Crisan et la contribution de la Roumanie aux côtés des Alliés sont le plus souvent ignorées : l'entrée des Soviétiques dans les Balkans en août 1944 est ainsi présentée comme la conséquence d'une offensive de l'armée rouge contre les Roumains et les Allemands, sans mentionner le changement préalable d'alliance à Bucarest.